# Torre di Bobbiano
La Torre di Bobbiano è una torre medievale situata a Bobbiano, frazione del comune italiano di Travo, in provincia di Piacenza. È posta su uno sperone roccioso al centro della conca di Chiosi, in posizione dominante rispetto al paesaggio circostante.

## Storia
La fortificazione, di cui non è nota la data di fondazione, venne citata per la prima volta in un documento risalente al 1037 che testimonia che Teodosio, acquistò da Isembrando, canonico della pieve di San Faustino di Tuna, per un importo di 3 000 lire, diversi poderi e edifici fortificati situati nel Piacentino tra cui il castello di Bobbiano con la torre e la limitrofa chiesa di San Michele.

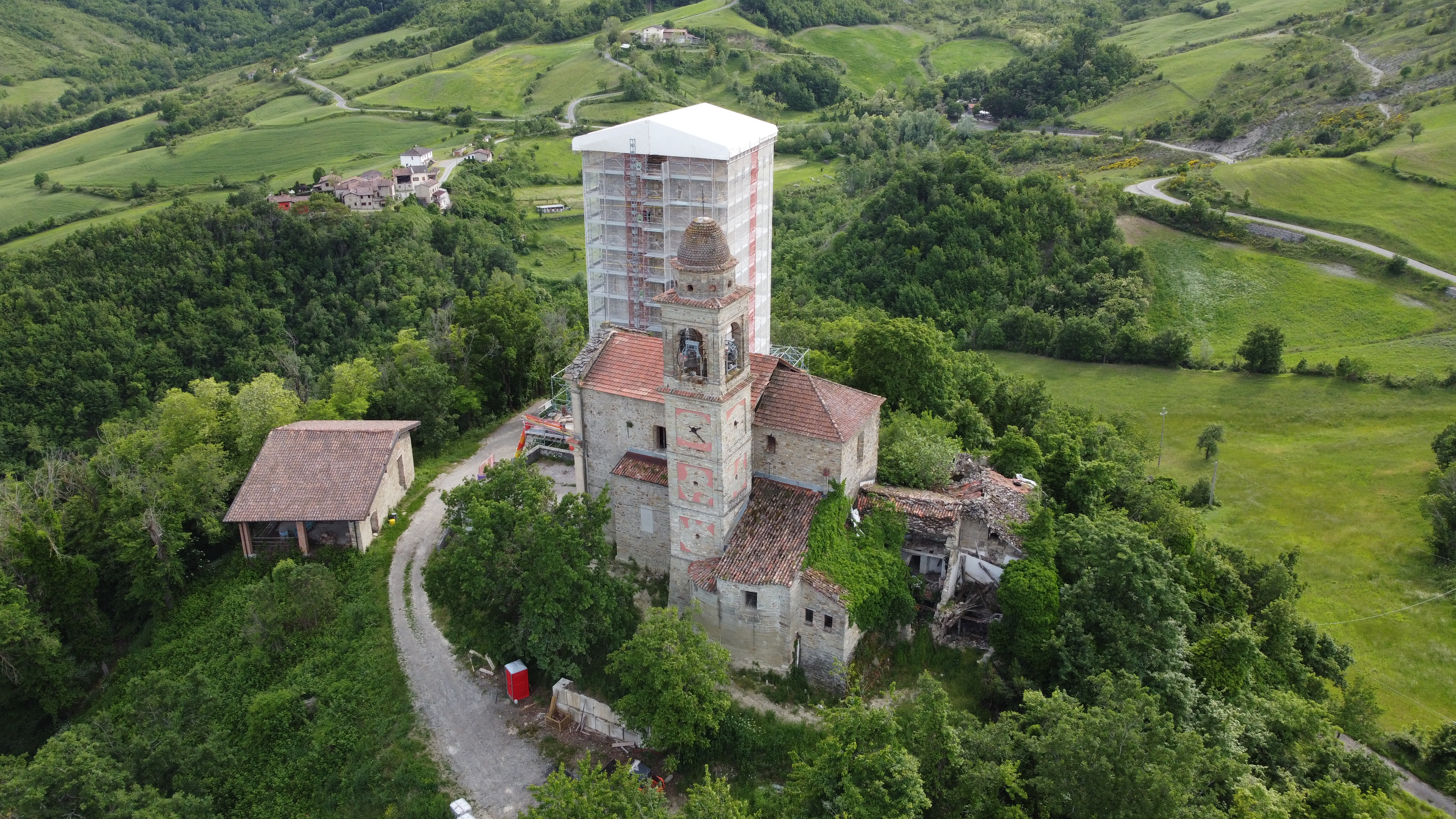
La torre di Bobbiano in fase di ristrutturazione e l'attigua chiesa di San Michele

Il 29 settembre 1164 il marchese Obizzo Malaspina ottenne la concessione di Bobbiano da parte dell'imperatore Federico Barbarossa. Nel 1255 il castello venne parzialmente raso al suolo ad opera delle truppe al servizio di Oberto II Pallavicino; in seguito l'edificio entrò a far parte delle proprietà della famiglia Anguissola. Nel 1311 Rolando II Scotti prese possesso di Bobbiano, tuttavia poco dopo la famiglia Anguissola riuscì a riottenere il possesso della zona grazie all'azione del podestà di Piacenza Riccardino Langosco.
Durante i primi anni del XVI secolo, la torre venne sfruttata come covo dalla banda guidata dal brigante Bertoletto.
Nel 1546 il duca di Parma e Piacenza concesse a Ettore Maria Anguissola metà del castello di Bobbiano, unitamente ai vicini fortilizi di Vei e Travo e ai terreni e abitazioni ivi situate, in cambio della prestazione di un giuramento di fedeltà.
Fino alla metà degli anni 2010 l'edificio, divenuto di proprietà privata, versava in cattive condizioni in stato di parziale abbandono. Nel 2017 sono iniziati lavori di restauro per la messa in sicurezza dell'edificio, poi completati nel 2021.

## Struttura
Del distrutto castello rimane unicamente la torre e la limitrofa chiesa di San Michele. La torre, a base quadrata, è costruita in pietra e presenta un basamento fortemente scarpato e un ingresso murato posto sopra la cordonatura del barbacane e dotato di stipiti archivoltati a a tutto sesto.